# Alpaida atomaria
Alpaida atomaria este o specie de păianjeni din genul Alpaida, familia Araneidae. A fost descrisă pentru prima dată de Simon, 1895. Conform Catalogue of Life specia Alpaida atomaria nu are subspecii cunoscute.